# Miklós Horthy
Miklós Horthy de Nagybánya (Kenderes, 18 giugno 1868 – Estoril, 9 febbraio 1957) è stato un ammiraglio e politico ungherese, reggente d'Ungheria dal 1920 al 1944.

## Biografia
Horthy nacque in una cittadina nell'attuale contea di Jász-Nagykun-Szolnok da una famiglia calvinista della piccola nobiltà ungherese. Destinato fin dal principio a una carriera militare, fece ben presto una notevole carriera e dal 1909 al 1914 prestò servizio come aiutante dell'imperatore Francesco Giuseppe. Verso la fine della prima guerra mondiale raggiunse il grado di contrammiraglio e divenne infine l'ultimo comandante supremo della imperial-regia marina austro-ungarica.
In seguito al crollo dell'Impero austro-ungarico ed alla formazione di un governo comunista da parte di Béla Kun, nel 1919 Horthy appoggiò il controgoverno anticomunista formatosi a Seghedino, di cui divenne ministro della guerra con lo scopo di opporsi al regime di Kun. Gli anticomunisti vinsero la guerra e Horthy alla testa delle truppe fece il suo ingresso a Budapest il 16 novembre 1919.
Il nuovo governo si affrettò a ristabilire, almeno formalmente, un regno, ma in assenza di un monarca: un ritorno degli Asburgo sul trono era politicamente irrealizzabile alla luce del nuovo assetto che le potenze dell'Intesa avevano dato ai paesi dell'Europa centrale e l'ostilità della popolazione ungherese nei confronti dell'antico casato. Per questa ragione l'assemblea nazionale ungherese proclamò il 1º marzo 1920 Horthy capo provvisorio dello Stato col titolo di Reggente (ungherese: kormányzó).
Horthy accettò solo dopo essersi assicurato che i poteri dell'ufficio assumessero le prerogative generali possedute dal re, ad eccezione del diritto di nominare titoli nobiliari e del patronato della Chiesa.

### La politica estera dell'era Horthy
L'ammiraglio Horthy dovette innanzitutto accettare le dure condizioni del trattato di pace del Trianon (1920), per effetto del quale l'Ungheria perse due terzi della propria superficie territoriale e della propria popolazione d'anteguerra, assieme alla propria secolare condizione di Stato multietnico. Successivamente però si pose al vertice di una politica revisionista che, col motto "nem, nem, soha!" ("no, no, mai!"), mirava a riottenere i territori perduti ed a ricostituire il regno di Santo Stefano (ovvero il Regno d'Ungheria) fino alle proprie frontiere storiche.
Conscio della debolezza militare del proprio paese, ma anche dell'antipatia verso gli Asburgo diffusa in vaste fasce della popolazione, Horthy impedì nel 1921 due tentativi di fare ritorno in Ungheria dell'ex re Carlo d'Asburgo, nel secondo caso addirittura ricorrendo all'uso delle armi a Budaörs, presso le porte di Budapest (29 ottobre 1921). Horthy volle con ciò scongiurare un'aggressione militare da parte degli Stati della Piccola Intesa (Cecoslovacchia, Romania e Jugoslavia), alleanza militare che aveva per l'appunto tra i suoi obiettivi quello di ostacolare una restaurazione asburgica.
Di fronte all'eccessiva debolezza politico-militare dell'Ungheria per sostenere una politica revisionista, Horthy cercò di rompere l'isolamento magiaro avvicinandosi negli anni trenta all'Italia fascista ed all'"austrofascismo" di Engelbert Dollfuss, politica che culminò con i protocolli di Roma del 17 marzo 1934. Dell'avvicinamento all'Italia è testimonianza la visita di Stato del 1936, durante la quale Horthy, il 26 novembre, visitata Roma ed il Palazzo del Quirinale e reso omaggio al Milite ignoto presso l'Altare della patria, presenziò a una rivista navale nel golfo di Napoli con Vittorio Emanuele III e Mussolini, a bordo dell'incrociatore Zara.
In seguito all'ascesa della Germania nazista, la maggiore potenza revisionista del continente, la politica ungherese iniziò ad immaginare possibile una revisione dei trattati di pace con il sostegno di Berlino e Roma. Questo avvicinamento trovò i primi frutti con la conferenza di Monaco e con il susseguente primo arbitrato di Vienna del 2 novembre 1938, che attribuì all'Ungheria vaste porzioni della Slovacchia meridionale e della Transilvania romena abitate da magiari.

#### Durante la seconda guerra mondiale
Dopo l'invasione della Polonia da parte delle truppe tedesche, l'Ungheria continuava ad ambire ai territori dell'ex Terra di Santo Stefano; così nel 1940 aderì all'Asse e chiese ai suoi nuovi alleati, la cessione della regione rumena della Transilvania, cosa che avvenne col secondo arbitrato di Vienna, evitando così un possibile conflitto con la Romania. In cambio Hitler chiese a Horthy ed al suo governo la collaborazione nelle campagne militari e in quelle razziali; in Ungheria l'antisemitismo era già ben radicato nella destra, così non ci fu nessuna esitazione ad accettare le richieste di Berlino. Infatti il governo ungherese aiutò attivamente la Germania, nella deportazione di centinaia di migliaia di ebrei nei campi di concentramento, a partire dal 1944 durante l'Olocausto. 
Nel 1941 insieme alla Germania, Italia, Romania e Bulgaria, l'Ungheria invase la Jugoslavia, ottenendo la Bačka (Bácska), una parte della Vojvodina (dove si trovava una maggioranza relativa ungherese), così come le regioni del Prekmurje e Medjimurje, che erano invece abitate in prevalenza da sloveni e croati. La situazione si complicò, quando il Führer firmò un'alleanza con la Romania, per la successiva invasione dell'Unione Sovietica; il governo ungherese decise di dichiarare guerra alla Russia, nella paura che la Romania tramasse pretese, soprattutto territoriali. Al paese però l'Operazione Barbarossa costò molto, infatti la 2ª Armata venne completamente annientata, durante la battaglia di Stalingrado. 

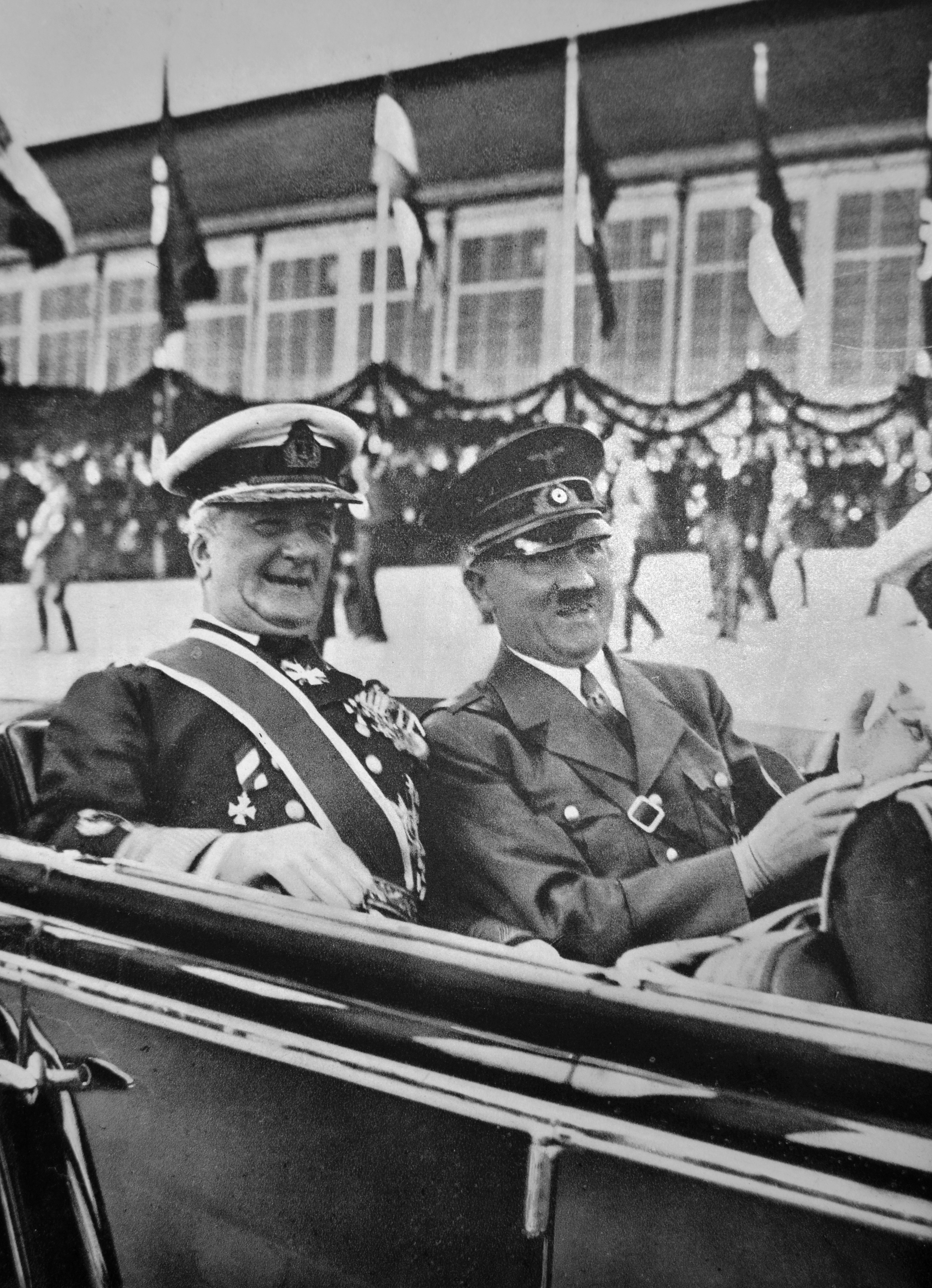
Il reggente insieme al Führer, nel 1938

Vedendo la situazione, Horthy ed il governo iniziarono a cercare un possibile armistizio o pace con gli inglesi ed americani, ma in risposta le truppe del Reich invasero il paese (operazione Margarethe), istituendo uno Stato fantoccio, Governo di unità nazionale, rimuovendo Miklós Kállay, mettendo così agli arresti Horty. Per la seconda volta ci fu un tentativo di passare dalla parte degli Alleati, ed una nuova repressione tedesca (operazione Panzerfaust). Verso la fine del 1944 e 1945 le truppe rumeno-sovietiche occuparono i Balcani, tra cui appunto l'Ungheria; con i successivi trattati di pace, la monarchia cadde, così che il reggente Horthy fu mandato in esilio.

### L'esilio
Liberato dopo il 1945 su pressioni degli Stati Uniti, fu risparmiato dalle accuse di crimini contro l'umanità e riparò in esilio in Portogallo. Negli ultimi suoi anni di vita difese sempre la propria politica estera revisionista e dichiarò di aver solamente agito per il bene della sua patria. Secondo quanto scrisse nelle sue memorie, fu turbato dal fallimento della rivoluzione ungherese del 1956. Nel suo testamento scrisse di non voler essere sepolto in Ungheria "fino a quando l'ultimo soldato russo non l'avesse lasciata". La sepoltura nella cittadina natale di Kenderes avvenne infatti solo nel 1993, due anni dopo che le truppe sovietiche avevano lasciato l'Ungheria, e fu oggetto di controversie.
Horthy ha avuto due figli, Miklós Horthy jr e István Horthy.

## Incarichi

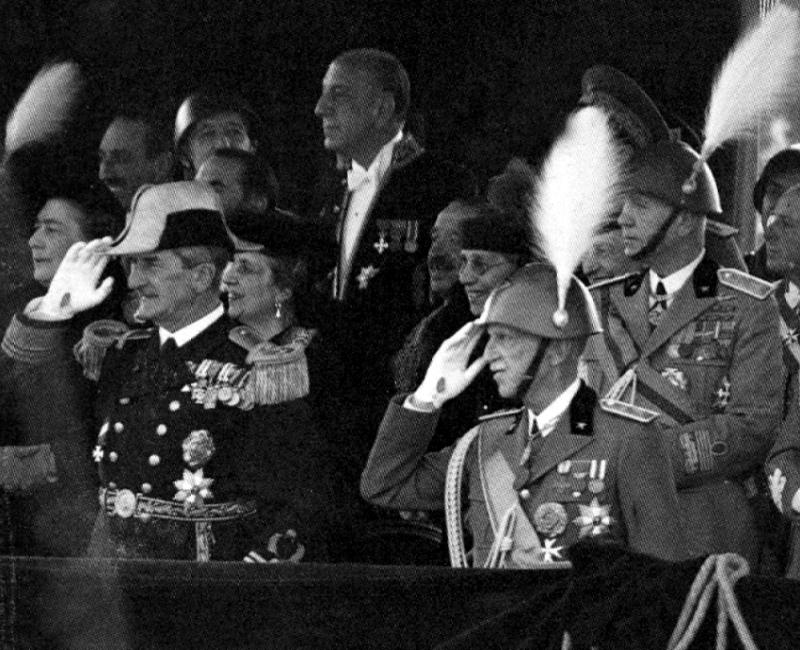
Horthy de Nagybánya insieme a re Vittorio Emanuele III d'Italia, a Roma il 25 novembre 1936, in occasione di una parata militare in via dell'Impero (attuale via dei Fori Imperiali). In secondo piano, sulla destra, il Maresciallo d'Italia Badoglio.

- 1896 Fregattenleutnant (fregatthadnagy - Sottotenente)
- 1900 Linienschiffleutnant (sorhajóhadnagy - Tenente)
- gennaio 1901 SMS Sperber (comandante)
- 1902 SMS Kranich (comandante)
- giugno 1908 SMS Taurus (comandante)
- agosto 1908 SMS Kaiser Karl VI (GDO-Gesamtdetailoffizier-Primo ufficiale, temporaneo)
- 1º gennaio 1909 Korvettenkapitän (korvettkapitány - capitano di corvetta comandante)
- 1º novembre 1909 Aiutante di campo dell'imperatore
- 1º novembre 1911 Fregattenkapitän (fregattkapitány - capitano di Fregata comandante)
- dicembre 1912-marzo 1913 SMS Budapest (comandante)
- 20 gennaio 1914 Linienschiffskapitän (sorhajókapitány - Capitano di Vascello comandante)
- agosto 1914 SMS Habsburg (comandante)
- dicembre 1914 SMS Novara (comandante)
- 1º febbraio 1918 SMS Prinz Eugen (comandante)
- 27 febbraio 1918 Konteradmiral (ellentengernagy - Contrammiraglio)
- 27 febbraio 1918 Comandante in capo della flotta (ultimo comandante della Marina Militare Austrungarica)
- 30 ottobre 1918 Vizeadmiral (altengernagy - Vice ammiraglio)